# Glanz entertainment
Glanz entertainment（グランツ・エンターテインメント）は、東京都渋谷区にオフィスを置く芸能事務所。会社の正式名称は「Glanz株式会社 (英: Glanz inc.)」。主に俳優・タレントの所属する芸能事務所である。

## 概要
2014年、「タレントの未来を明るくする」という理念をかかげ、中島裕太により設立。設立当時のオフィスの住所は 東京都渋谷区神宮前 1-1-5 GrandSuite神宮前101 である。
2017年、オフィスを 東京都渋谷区千駄ヶ谷 3-38-10 A・I・Kビル4階 へ移転。
2021年、オフィスを現在の所在地である 東京都渋谷区千駄ヶ谷 5-17-14 MSD20ビル7階 へ移転。

## 所属タレント

### 男性
- 板井剛貴
- 竹内隆輔
- 穂永隆介
- 上原優佑
- 髙橋嵐
- 相樂和希
- 菊池一平
- 武下裕輝
- 上野郁弥
- 中西貴人
- 飯塚拓郎
- 伊藤凜
- 飛田剛志
- 飯田康太郎
- 宮澤空
- 桒波田聖
- 根岸葵海

他

### 女性
- 永山愛
- 松島くるみ
- 桜井咲希
- 稲崎朱
- 朝比奈弥栗
- 大出燿姫
- 佐々木梨乃
- 奥山静紀
- 星川みゆか
- 松村彩可
- 小町夢珠
- 石井こるり

他